# Hoa hậu Hoàn vũ 2017
Hoa hậu Hoàn vũ 2017 là cuộc thi Hoa hậu Hoàn vũ lần thứ 66 được tổ chức vào ngày 31 tháng 12 năm 2017 tại Nhà hát AXIS, Planet Hollywood Resort & Casino, Las Vegas, Nevada, Hoa Kỳ. Vào cuối đêm chung kết Hoa hậu Hoàn vũ 2016 Iris Mittenaere đến từ Pháp đã trao lại vương miện cho người kế nhiệm là Demi-Leigh Nel-Peters đến từ Nam Phi. Chiến thắng lần thứ 2 của Nam Phi tại đấu trường Hoa hậu Hoàn vũ.
Chương trình chung kết được Olivia Culpo và Ashley Graham dẫn chương trình, trong khi Fergie và Rachel Platten trình diễn. Carson Kressley là chuyên gia bình luận và người huấn luyện thí sinh trình diễn Lu Sierra là hai người phân tích các phần của đêm chung kết trong suốt chương trình truyền hình của cuộc thi. Cuộc thi năm nay có tổng cộng 92 thí sinh tham gia, vượt qua kỷ lục trước đó là 89 thí sinh của năm 2011 và 2012. Bắt đầu từ năm nay, vương miện Mikimoto đã trở lại làm vương miện chính thức của cuộc thi, thay thế cho vương miện được sản xuất bởi Diamonds International Corporation.

## Thông tin cuộc thi

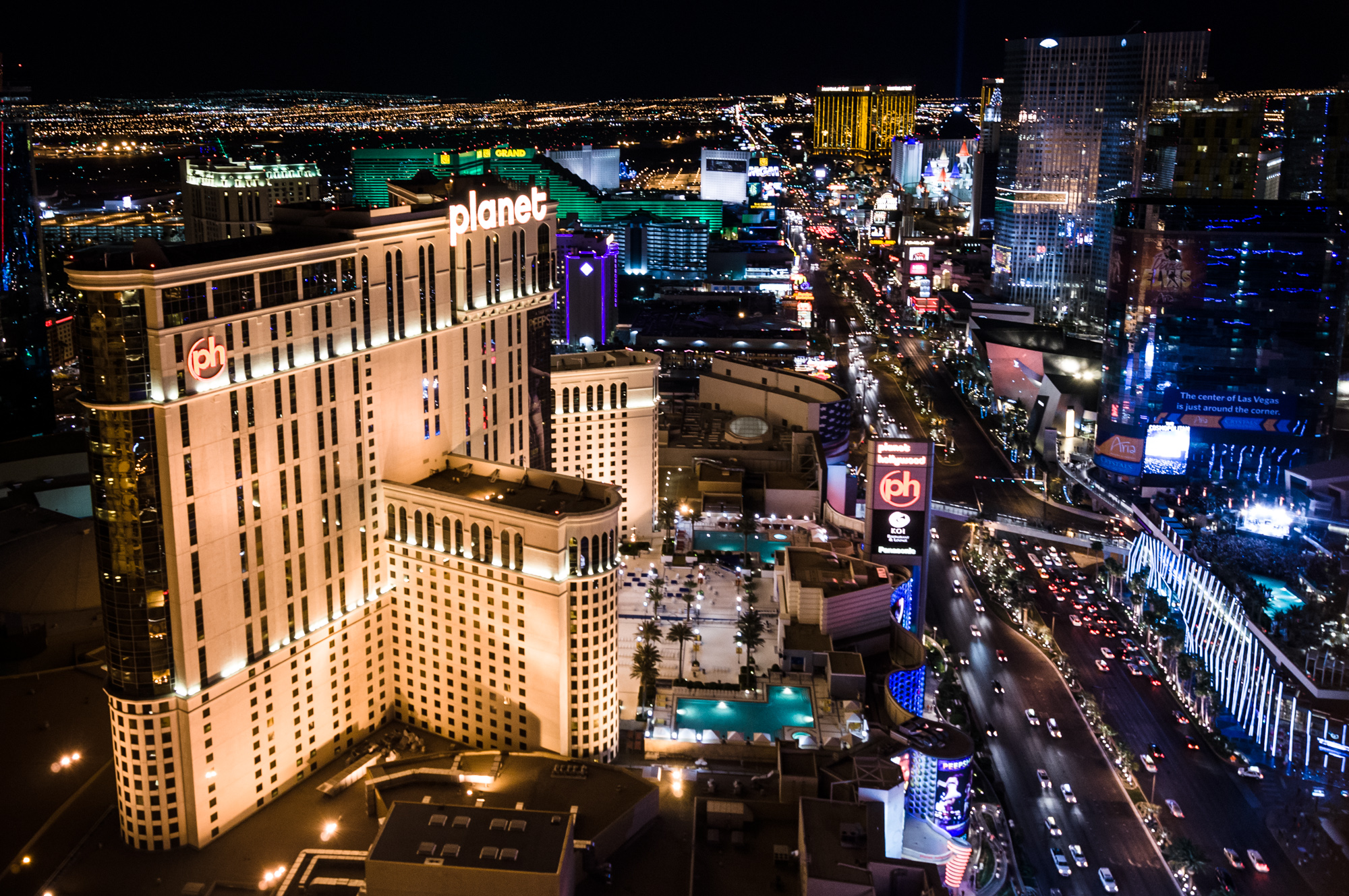
Planet Hollywood Resort & Casino, địa điểm chính thức diễn ra cuộc thi Hoa hậu Hoàn vũ 2017.

- Doanh nhân người Úc Troy Barbagallo của tổ chức Hoa hậu Hoàn vũ Úc nói với nhật báo Herald Sun rằng ông đã đề nghị IMG cho Úc được đăng cai tổ chức ấn bản năm 2017 với các thành phố đăng cai có thể là Sydney hay Melbourne[2][3].
- Vào ngày 25 tháng 5 năm 2017, Bộ Du lịch Philippines (DOT) tuyên bố rằng Tổ chức Hoa hậu Hoàn vũ có thể tổ chức lại cuộc thi một lần nữa ở Philippines. Quốc gia này đã đăng cai tổ chức cuộc thi Hoa hậu Hoàn vũ 2016. Tổ chức Hoa hậu Hoàn vũ đã rất hài lòng với việc Philippines tổ chức cuộc thi năm trước và tuyên bố rằng việc này đã làm mờ các sự kiện trước năm của Super Bowl 2017[4]. Vào ngày 22 tháng 6 năm 2017, DOT đã tuyên bố lại họ sẽ không tổ chức cuộc thi năm nay và xem xét khả năng tổ chức phiên bản kế tiếp thay vì phiên bản năm nay[5].
- Vào ngày 28 tháng 9 năm 2017, Tổ chức Hoa hậu Hoàn vũ (MUO) thông qua Instagram đã xác nhận ngày và địa điểm tổ chức cuộc thi. Theo trang Instagram của MUO, cuộc thi sẽ được tổ chức vào chủ nhật 26 tháng 11 năm 2017 tại Nhà hát AXIS ở Planet Hollywood, Las Vegas, Nevada, Hoa Kỳ[6].

## Kết quả

### Thứ hạng

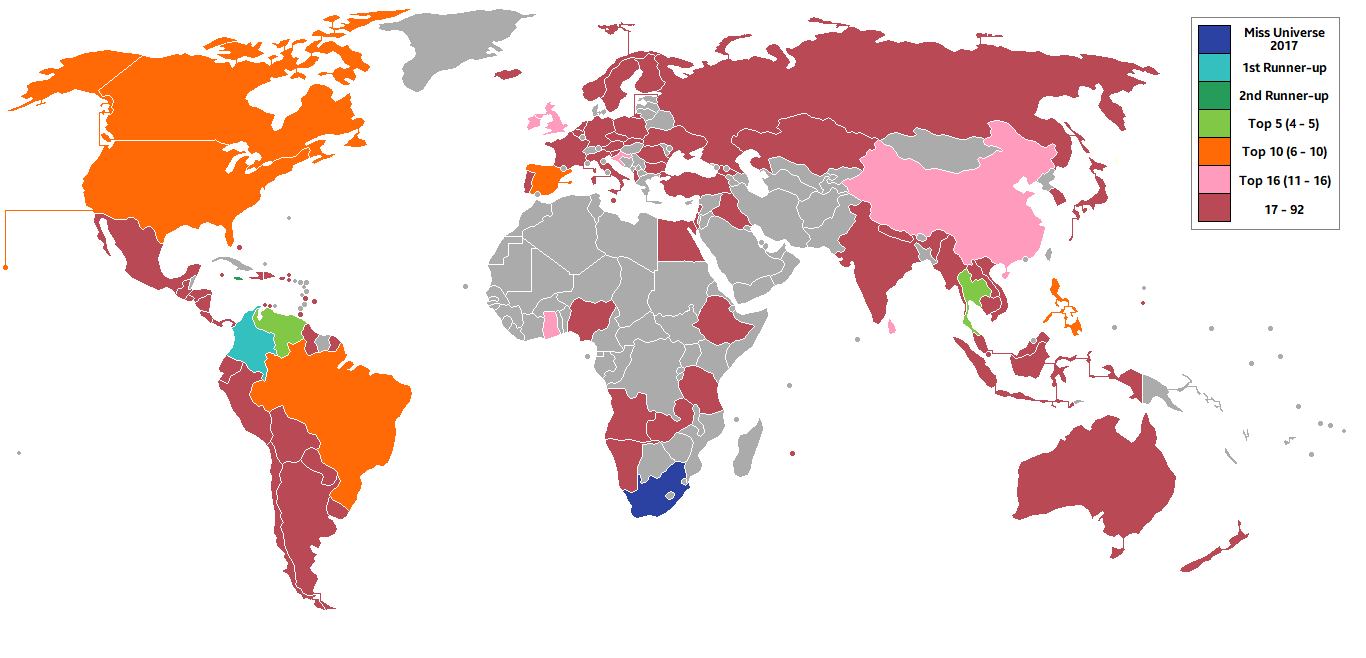
Các quốc gia và lãnh thổ tham gia Hoa hậu Hoàn vũ 2017 và kết quả.

| Kết quả              | Thí sinh |
| -------------------- | --- |
| Hoa hậu Hoàn vũ 2017 | - Nam Phi – Demi-Leigh Nel-Peters |
| Á hậu 1              | - Colombia – Laura González |
| Á hậu 2              | - Jamaica – Davina Bennett |
| Top 5                | - Thái Lan – Maria Poonlertlarp - Venezuela – Keysi Sayago |
| Top 10               | - Brazil – Monalysa Alcântara - Canada – Lauren Howe - Philippines – Rachel Peters - Tây Ban Nha – Sofía del Prado - Hoa Kỳ – Kára McCullough                    |
| Top 16               | - Trung Quốc – Roxette Qiu - Croatia – Shanaelle Petty - Ghana – Ruth Quarshie - Anh Quốc – Anna Burdzy - Ireland – Cailín Toibín - Sri Lanka – Christina Peiris |

### Các giải thưởng đặc biệt
| Giải thưởng                 | Thí sinh                                           |
| --------------------------- | -------------------------------------------------- |
| Hoa hậu Thân thiện          | - Ai Cập – Farah Sedky - Panama – Laura de Sanctis |
| Hoa hậu Ảnh                 | - Indonesia - Potpourri Jelita Ibrani              |
| Trang phục dân tộc đẹp nhất | - Nhật Bản – Momoko Abe                            |

### Thứ tự gọi tên
| 1. Thái Lan 2. Sri Lanka 3. Ghana 4. Nam Phi 5. Tây Ban Nha 6. Ireland 7. Croatia 8. Anh Quốc 9. Colombia 10. Hoa Kỳ 11. Brazil 12. Canada 13. Philippines 14. Venezuela 15. Jamaica 16. Trung Quốc | 1. Venezuela 2. Hoa Kỳ 3. Philippines 4. Canada 5. Nam Phi 6. Tây Ban Nha 7. Brazil 8. Colombia 9. Thái Lan 10. Jamaica | 1. Nam Phi 2. Venezuela 3. Thái Lan 4. Jamaica 5. Colombia | 1. Jamaica 2. Colombia 3. Nam Phi |

## Chương trình

### Bán kết

#### Giám khảo
Có tất cả sáu giám khảo vòng sơ khảo bao gồm:
- Cecilio Asuncion – Giám đốc và Người sáng lập "Slay Models"
- Morgan Deane – Giám đốc đội ngũ tiếp thị nhà hàng TAO
- Wendy Fitzwilliam – Hoa hậu Hoàn vũ 1998 đến từ Trinidad và Tobago
- Isabelle Lindblom – Quản lý của IMG Models
- Megan Olivi – Dẫn chương trình và phóng viên kênh Fox Sports 1
- Bill Pereira – Giám đốc điều hành, chủ tịch của IDT Telecom

### Chung kết

#### Chương trình
Các thí sinh được phân chia theo ba khu vực địa lý là (1) Châu Mỹ, (2) Châu Âu, và (3) Châu Phi và Châu Á Thái Bình Dương. Ban Tổ chức và ban giám khảo ở vòng sơ khảo đã chọn ra 4 thí sinh xuất sắc cho mỗi khu vực và ngoài ra chọn bốn thí sinh khác đến từ khu vực bất kì để chọn ra Top 16. Top 16 thí sinh đã tham gia phần thi áo tắm sau đó với 10 người trong số 16 thí sinh tiến vào Top 10 cho phần thi trang phục dạ hội. Năm thí sinh có điểm số chung cuộc cao nhất bước tiến vào Top 5. Các khán giả theo dõi cuộc thi trên toàn thế giới đã đóng góp vào việc chấm điểm các thí sinh thông qua bình chọn trực tuyến để xác định Top 10 và Top 5. Top 5 và Top 3 chung kết của cuộc thi là phần thi ứng xử.

#### Giám khảo
Có 7 giám khảo trong đêm chung kết của cuộc thi:
- Wendy Fitzwilliam – Hoa hậu Hoàn vũ 1998 đến từ Trinidad và Tobago
- Jay Manuel – Dẫn chương trình truyền hình, giám đốc sản xuất và chuyên gia trang điểm
- Farouk Shami – Nhà sáng lập hãng Farouk Systems, một dòng sản phẩm chăm sóc tóc và spa
- Ross Mathews – Phóng viên nổi tiếng của truyền hình
- Megan Olivi – Dẫn chương trình và phóng viên kênh Fox Sports 1
- Lele Pons – Diễn viên, người mẫu người Mỹ nổi tiếng của Vine và YouTube
- Pia Wurtzbach – Hoa hậu Hoàn vũ 2015 đến từ Philippines

## Nhạc nền
- Giới thiệu: "Despacito" của Luis Fonsi, Daddy Yankee; "Castle on the Hill" của Ed Sheeran; "Wavin' Flag" của K'naan, Will.i.am và David Guetta
- Phần thi áo tắm: "Instruction" của Jax Jones, Demi Lovato và Stefflon Don
- Phần thi trang phục dạ hội: "A Little Work" của Fergie (hát trực tiếp)
- Nhìn lại Top 3: "Broken Glass" của Rachel Platten (hát trực tiếp)

## Thí sinh tham gia
Cuộc thi có tổng cộng 92 thí sinh tham gia:
| Quốc gia/Lãnh thổ     | Thí sinh               | Tuổi | Chiều cao           | Quê quán         | Khu vực                            |
| --------------------- | ---------------------- | ---- | ------------------- | ---------------- | ---------------------------------- |
| Albania               | Blerta Leka            | 19   | 1,70 m (5 ft 7 in)  | Tirana           | Châu Âu                            |
| Angola                | Lauriela Martins       | 19   | 1,78 m (5 ft 10 in) | Cabinda          | Châu Phi, Châu Á - Thái Bình Dương |
| Argentina             | Stefanía Incandela     | 23   | 1,80 m (5 ft 11 in) | Buenos Aires     | Châu Mỹ                            |
| Aruba                 | Alina Mansur           | 26   | 1,70 m (5 ft 7 in)  | Malmok           | Châu Mỹ                            |
| Úc                    | Olivia Rogers          | 25   | 1,75 m (5 ft 9 in)  | Adelaide         | Châu Phi, Châu Á - Thái Bình Dương |
| Áo                    | Celine Schrenk         | 19   | 1,70 m (5 ft 7 in)  | Gänserndorf      | Châu Âu                            |
| Bahamas               | Yasmine Cooke          | 25   | 1,78 m (5 ft 10 in) | Nassau           | Châu Mỹ                            |
| Barbados              | Lesley Chapman         | 26   | 1,75 m (5 ft 9 in)  | Bridgetown       | Châu Mỹ                            |
| Bỉ                    | Liesbeth Claus         | 20   | 1,73 m (5 ft 8 in)  | Assenede         | Châu Âu                            |
| Bolivia               | Gleisy Noguer          | 20   | 1,73 m (5 ft 8 in)  | Cobija           | Châu Mỹ                            |
| Brazil                | Monalysa Alcântara     | 18   | 1,73 m (5 ft 8 in)  | Teresina         | Châu Mỹ                            |
| Quần đảo Virgin (Anh) | Khephra Sylvester      | 24   | 1,68 m (5 ft 6 in)  | Tortola          | Châu Mỹ                            |
| Bulgaria              | Nikoleta Todorova      | 19   | 1,73 m (5 ft 8 in)  | Vratsa           | Châu Âu                            |
| Campuchia             | Sotheary By            | 19   | 1,73 m (5 ft 8 in)  | Phnôm Pênh       | Châu Phi, Châu Á - Thái Bình Dương |
| Canada                | Lauren Howe            | 24   | 1,75 m (5 ft 9 in)  | Toronto          | Châu Mỹ                            |
| Quần đảo Cayman       | Anika Conolly          | 27   | 1,73 m (5 ft 8 in)  | West Bay         | Châu Mỹ                            |
| Chile                 | Natividad Leiva        | 24   | 1,80 m (5 ft 11 in) | Santiago         | Châu Mỹ                            |
| Trung Quốc            | Roxette Qiu            | 27   | 1,75 m (5 ft 9 in)  | Thành Đô         | Châu Phi, Châu Á - Thái Bình Dương |
| Colombia              | Laura González         | 22   | 1,80 m (5 ft 11 in) | Cartagena        | Châu Mỹ                            |
| Costa Rica            | Elena Correa           | 26   | 1,85 m (6 ft 1 in)  | Heredia          | Châu Mỹ                            |
| Croatia               | Shanaelle Petty        | 19   | 1,85 m (6 ft 1 in)  | Slavonski Brod   | Châu Âu                            |
| Curaçao               | Nashaira Balentien     | 20   | 1,75 m (5 ft 9 in)  | Willemstad       | Châu Mỹ                            |
| Cộng hòa Séc          | Michaela Habáňová      | 21   | 1,75 m (5 ft 9 in)  | Zlín             | Châu Âu                            |
| Cộng hòa Dominica     | Carmen Muñoz           | 24   | 1,75 m (5 ft 9 in)  | Licey al Medio   | Châu Mỹ                            |
| Ecuador               | Daniela Cepeda         | 22   | 1,73 m (5 ft 8 in)  | Guayaquil        | Châu Mỹ                            |
| Ai Cập                | Farah Sedky            | 20   | 1,83 m (6 ft 0 in)  | Cairo            | Châu Phi, Châu Á - Thái Bình Dương |
| El Salvador           | Alisson Abarca         | 21   | 1,65 m (5 ft 5 in)  | San Salvador     | Châu Mỹ                            |
| Ethiopia              | Akinahom Zergaw        | 21   | 1,75 m (5 ft 9 in)  | Addis Ababa      | Châu Phi, Châu Á - Thái Bình Dương |
| Phần Lan              | Michaela Söderholm     | 25   | 1,75 m (5 ft 9 in)  | Helsinki         | Châu Âu                            |
| Pháp                  | Alicia Aylies          | 19   | 1,78 m (5 ft 10 in) | Paris            | Châu Âu                            |
| Georgia               | Marita Gogodze         | 21   | 1,78 m (5 ft 10 in) | Rustavi          | Châu Âu                            |
| Đức                   | Sophia Koch            | 20   | 1,70 m (5 ft 7 in)  | Halle            | Châu Âu                            |
| Ghana                 | Ruth Quashie           | 23   | 1,80 m (5 ft 11 in) | Ajumako          | Châu Phi, Châu Á - Thái Bình Dương |
| Anh Quốc              | Anna Burdzy            | 25   | 1,75 m (5 ft 9 in)  | Leicester        | Châu Âu                            |
| Guam                  | Myana Welch            | 28   | 1,78 m (5 ft 10 in) | Tamuning         | Châu Phi, Châu Á - Thái Bình Dương |
| Guatemala             | Isel Suñiga            | 23   | 1,73 m (5 ft 8 in)  | Ayutla           | Châu Mỹ                            |
| Guyana                | Rafieya Husain         | 25   | 1,70 m (5 ft 7 in)  | Anna Regina      | Châu Mỹ                            |
| Haiti                 | Cassandra Chéry        | 21   | 1,73 m (5 ft 8 in)  | Port-au-Prince   | Châu Mỹ                            |
| Honduras              | April Tobie            | 18   | 1,83 m (6 ft 0 in)  | Roatan           | Châu Mỹ                            |
| Iceland               | Arna Ýr Jónsdóttir     | 22   | 1,73 m (5 ft 8 in)  | Kópavogur        | Châu Âu                            |
| Ấn Độ                 | Shraddha Shashidhar    | 21   | 1,70 m (5 ft 7 in)  | Chennai          | Châu Phi, Châu Á - Thái Bình Dương |
| Indonesia             | Bunga Jelitha          | 26   | 1,80 m (5 ft 11 in) | Jakarta          | Châu Phi, Châu Á - Thái Bình Dương |
| Iraq                  | Sarah Abdali Idan      | 27   | 1,70 m (5 ft 7 in)  | Baghdad          | Châu Phi, Châu Á - Thái Bình Dương |
| Ireland               | Cailín Toíbín          | 23   | 1,75 m (5 ft 9 in)  | Cobh             | Châu Âu                            |
| Israel                | Adar Gandelsman        | 19   | 1,70 m (5 ft 7 in)  | Ashkelon         | Châu Phi, Châu Á - Thái Bình Dương |
| Ý                     | Miriam Polverino       | 25   | 1,75 m (5 ft 9 in)  | Naples           | Châu Âu                            |
| Jamaica               | Davina Bennett         | 21   | 1,78 m (5 ft 10 in) | Clarendon        | Châu Mỹ                            |
| Nhật Bản              | Momoko Abe             | 22   | 1,75 m (5 ft 9 in)  | Chiba            | Châu Phi, Châu Á - Thái Bình Dương |
| Kazakhstan            | Kamilla Asylova        | 19   | 1,75 m (5 ft 9 in)  | Almaty           | Châu Phi, Châu Á - Thái Bình Dương |
| Hàn Quốc              | Sewhee Cho             | 26   | 1,70 m (5 ft 7 in)  | Seoul            | Châu Phi, Châu Á - Thái Bình Dương |
| Lào                   | Souphaphone Somvichith | 20   | 1,70 m (5 ft 7 in)  | Viêng Chăn       | Châu Phi, Châu Á - Thái Bình Dương |
| Liban                 | Jana Sader             | 20   | 1,75 m (5 ft 9 in)  | Sidon            | Châu Phi, Châu Á - Thái Bình Dương |
| Malaysia              | Samantha James         | 22   | 1,70 m (5 ft 7 in)  | Kuala Lumpur     | Châu Phi, Châu Á - Thái Bình Dương |
| Malta                 | Tiffany Pisani         | 25   | 1,75 m (5 ft 9 in)  | Attard           | Châu Âu                            |
| Mauritius             | Angie Callychurn       | 28   | 1,80 m (5 ft 11 in) | Curepipe         | Châu Phi, Châu Á - Thái Bình Dương |
| Mexico                | Denisse Franco         | 19   | 1,78 m (5 ft 10 in) | Culiacán         | Châu Mỹ                            |
| Myanmar               | Zun Thansin            | 22   | 1,78 m (5 ft 10 in) | Yangon           | Châu Phi, Châu Á - Thái Bình Dương |
| Namibia               | Suné January           | 23   | 1,75 m (5 ft 9 in)  | Rehoboth         | Châu Phi, Châu Á - Thái Bình Dương |
| Nepal                 | Nagma Shrestha         | 25   | 1,80 m (5 ft 11 in) | Kathmandu        | Châu Phi, Châu Á - Thái Bình Dương |
| Hà Lan                | Nicky Opheij           | 22   | 1,80 m (5 ft 11 in) | Handel           | Châu Âu                            |
| New Zealand           | Harlem-Cruz Ihaia      | 19   | 1,78 m (5 ft 10 in) | Napier           | Châu Phi, Châu Á - Thái Bình Dương |
| Nicaragua             | Berenice Quezada       | 24   | 1,73 m (5 ft 8 in)  | El Rama          | Châu Mỹ                            |
| Nigeria               | Stephanie Agbasi       | 22   | 1,78 m (5 ft 10 in) | Neni             | Châu Phi, Châu Á - Thái Bình Dương |
| Na Uy                 | Kaja Kojan             | 20   | 1,68 m (5 ft 6 in)  | Kongsvinger      | Châu Âu                            |
| Panama                | Laura de Sanctis       | 21   | 1,83 m (6 ft 0 in)  | Thành phố Panama | Châu Mỹ                            |
| Paraguay              | Ariela Machado         | 26   | 1,80 m (5 ft 11 in) | Asunción         | Châu Mỹ                            |
| Perú                  | Prissila Howard        | 26   | 1,73 m (5 ft 8 in)  | Piura            | Châu Mỹ                            |
| Philippines           | Rachel Peters          | 26   | 1,73 m (5 ft 8 in)  | Canaman          | Châu Phi, Châu Á - Thái Bình Dương |
| Ba Lan                | Katarzyna Włodarek     | 26   | 1,73 m (5 ft 8 in)  | Wrocław          | Châu Âu                            |
| Bồ Đào Nha            | Matilde Lima           | 18   | 1,75 m (5 ft 9 in)  | Setúbal          | Châu Âu                            |
| Puerto Rico           | Danna Hernández        | 21   | 1,75 m (5 ft 9 in)  | San Juan         | Châu Mỹ                            |
| Romania               | Ioana Mihalache        | 26   | 1,83 m (6 ft 0 in)  | Constanta        | Châu Âu                            |
| Nga                   | Ksenia Alexandrova     | 22   | 1,78 m (5 ft 10 in) | Moscow           | Châu Âu                            |
| Saint Lucia           | Louise Victor          | 26   | 1,80 m (5 ft 11 in) | Micoud           | Châu Mỹ                            |
| Singapore             | Manuela Bruntraeger    | 24   | 1,70 m (5 ft 7 in)  | Singapore        | Châu Phi, Châu Á - Thái Bình Dương |
| Slovakia              | Vanessa Bottánová      | 19   | 1,75 m (5 ft 9 in)  | Bratislava       | Châu Âu                            |
| Slovenia              | Emina Ekić             | 22   | 1,78 m (5 ft 10 in) | Ptuj             | Châu Âu                            |
| Nam Phi               | Demi-Leigh Nel-Peters  | 22   | 1,65 m (5 ft 5 in)  | Sedgefield       | Châu Phi, Châu Á - Thái Bình Dương |
| Tây Ban Nha           | Sofía del Prado        | 22   | 1,80 m (5 ft 11 in) | Albacete         | Châu Âu                            |
| Sri Lanka             | Christina Peiris       | 23   | 1,75 m (5 ft 9 in)  | Colombo          | Châu Phi, Châu Á - Thái Bình Dương |
| Thụy Điển             | Frida Fornander        | 22   | 1,78 m (5 ft 10 in) | Gothenburg       | Châu Âu                            |
| Tanzania              | Lilian Maraule         | 22   | 1,73 m (5 ft 8 in)  | Dar es Salaam    | Châu Phi, Châu Á - Thái Bình Dương |
| Thái Lan              | Maria Poonlertlarp     | 25   | 1,83 m (6 ft 0 in)  | Băng Cốc         | Châu Phi, Châu Á - Thái Bình Dương |
| Trinidad và Tobago    | Yvonne Clarke          | 27   | 1,70 m (5 ft 7 in)  | San Fernando     | Châu Mỹ                            |
| Thổ Nhĩ Kỳ            | Pınar Tartan           | 20   | 1,83 m (6 ft 0 in)  | İzmir            | Châu Âu                            |
| Ukraine               | Yana Krasnikova        | 18   | 1,68 m (5 ft 6 in)  | Kiev             | Châu Âu                            |
| Uruguay               | Marisol Acosta         | 20   | 1,80 m (5 ft 11 in) | Canelones        | Châu Mỹ                            |
| Hoa Kỳ                | Kára McCullough        | 26   | 1,78 m (5 ft 10 in) | Washington, D.C. | Châu Mỹ                            |
| Quần đảo Virgin (Mỹ)  | Esonica Veira          | 27   | 1,73 m (5 ft 8 in)  | Charlotte Amalie | Châu Mỹ                            |
| Venezuela             | Keysi Sayago           | 24   | 1,75 m (5 ft 9 in)  | Caracas          | Châu Mỹ                            |
| Việt Nam              | Nguyễn Thị Loan        | 27   | 1,75 m (5 ft 9 in)  | Thái Bình        | Châu Phi, Châu Á - Thái Bình Dương |
| Zambia                | Isabel Chikoti         | 26   | 1,65 m (5 ft 5 in)  | Chingola         | Châu Phi, Châu Á - Thái Bình Dương |

## Thông tin về các cuộc thi quốc gia

### Tham gia lần đầu
- Campuchia
- Lào
- Nepal

### Trở lại
| Lần cuối tham gia vào năm 1972: - Iraq Lần cuối tham gia vào năm 2010: - Zambia | Lần cuối tham gia vào năm 2014: - Ai Cập - Ethiopia - Saint Lucia - Trinidad và Tobago | Lần cuối tham gia vào năm 2015: - El Salvador - Ghana - Ireland - Liban |

### Chỉ định
- Argentina – Stefania Incandela được chỉ định làm "Hoa hậu Hoàn vũ Argentina 2017" sau cuộc tuyển chọn bởi Endemol Argentina và TNT Latin America, tổ chức nhượng quyền thương mại Hoa hậu Hoàn vũ ở Argentina.
- Aruba – Alina Mansur được chỉ định làm "Hoa hậu Hoàn vũ Aruba năm 2017" sau khi được chọn qua vòng tuyển chọn của tổ chức Star Promotional Foundation, tổ chức nhượng quyền thương mại Hoa hậu Hoàn vũ ở Aruba.[17]
- Costa Rica – Elena Correa được chỉ định làm đại diện cho Costa Rica tại Hoa hậu Hoàn vũ 2017 sau khi cuộc thi quốc gia đã bị trì hoãn bởi René Picado, chủ tịch của kênh truyền hình Teletica, chủ sở hữu tổ chức Hoa hậu Hoàn vũ ở Costa Rica do những thay đổi trong lịch phát sóng. Elena là Á hậu 1 tại cuộc thi Hoa hậu Costa Rica năm 2016.[109]
- Curaçao – Nashaira Balentien được chỉ định làm "Hoa hậu Hoàn vũ Curacao 2017" bởi Corinne Djaoen-Genaro, giám đốc quốc gia của cuộc thi Hoa hậu Curacao sau khi ấn bản năm nay không được tổ chức do thiếu tài trợ. Balentien đã được trao vương miện Hoa hậu Thế giới Curacao 2016 nhưng đã rút khỏi cuộc thi Hoa hậu Thế giới 2016 vì lý do cá nhân.[110]
- Georgia – Marita Gogodze được chỉ định làm đại diện cho Georgia tại Hoa hậu Hoàn vũ 2017 bởi IC Model Management, tổ chức nhượng quyền thương mại Hoa hậu Hoàn vũ ở Georgia sau khi cuộc thi quốc gia năm nay không được tổ chức và lý do không được tiết lộ. Gogodze là Á hậu 3 của cuộc thi Hoa hậu Georgia 2015.
- Lebanon – Jana Sader được chỉ định làm đại diện cho Lebanon bởi MTV Lebanon, tổ chức nắm giữ quyền thương mại mới của Hoa hậu Hoàn vũ ở Lebanon. Jana là Á hậu 1 của cuộc thi Hoa hậu Lebanon 2017[111].
- Mauritius – Angie Callychurn được chỉ định là "Hoa hậu Hoàn vũ Mauritius 2017" bởi Nevin Rupear, giám đốc quốc gia của cuộc thi Estrella Mauritius (Hoa hậu Mauritius) sau khi các thí sinh của cuộc thi Hoa hậu Mauritius năm 2017 đã được phỏng vấn bởi ban giám khảo. Cuộc thi Estrella Mauritius 2017 đã được hoãn lại đến giữa tháng 3 năm 2018 và tất cả các thí sinh còn lại sẽ tham dự cuộc thi này. Callychurn được trao vương miện Hoa hậu Siêu Quốc gia Mauritius 2016 và lọt Top 25 tại cuộc thi Hoa hậu Siêu quốc gia 2016.
- Nepal – Nagma Shrestha được chỉ định là "Hoa hậu Hoàn vũ Nepal 2017" bởi Sunder Lal Kakshapati, chủ tịch Hoa hậu Nepal sau khi tiết lộ thương hiệu Hoa hậu Hoàn vũ tại Nepal. Nagma là Hoa hậu Trái Đất Nepal 2012 và lọt vào Top 8 tại Hoa hậu Trái Đất 2012[112].
- Peru – Prissila Howard được chỉ định làm Hoa hậu Peru 2017 bởi Jessica Newton, giám đốc quốc gia của cuộc thi Hoa hậu Peru sau khi ấn bản năm nay không được tổ chức và lý do không được tiết lộ. Howard là Á hậu 1 cuộc thi Hoa hậu Peru 2016, cô từng tham gia Hoa hậu Hòa bình Quốc tế 2016 và lọt vào Top 10.[113]
- Ba Lan – Katarzyna Włodarek đã được Jagoda Piatek-Wlodarcyzk, giám đốc quốc gia của cuộc thi Miss Polonia (Hoa hậu Ba Lan) chỉ định làm đại diện cho Ba Lan do cuộc thi Hoa hậu Ba Lan 2017 theo kế hoạch được tổ chức vào cuối tháng 11 sau khi cuộc thi năm nay diễn ra. Włodarek là Á hậu 2 tại cuộc thi Hoa hậu Ba Lan 2016.
- Sri Lanka – Christina Peiris được chỉ định làm "Hoa hậu Hoàn vũ Sri Lanka 2017" sau khi một cuộc tuyển chọn đã diễn ra được tổ chức bởi Rosita Wickramasinghe, giám đốc quốc gia của cuộc thi Hoa hậu Hoàn vũ Sri Lanka.
- Uruguay – Marisol Acosta được được chỉ định làm "Hoa hậu Hoàn vũ Uruguay 2017" bởi tổ chức Escuela de Modelos y Actient Agency và TNT Latin America, tổ chức nhượng quyền thương hiệu cho Hoa hậu Hoàn vũ ở Uruguay. Acosta là một thí sinh trong cuộc thi Hoa hậu Hoàn vũ Uruguay 2016.
- Việt Nam – Nguyễn Thị Loan được chỉ định là "Hoa hậu Hoàn vũ Việt Nam 2017" bởi Tony Nguyễn Quốc Toản, giám đốc quốc gia của Hoa hậu Hoàn vũ Việt Nam và Mercy Corp do cuộc thi Hoa hậu Hoàn vũ Việt Nam 2017 được dời lại lịch tổ chức vào tháng 1 năm sau. Cô là Á hậu 2 tại cuộc thi Hoa hậu Các dân tộc Việt Nam 2013 và lọt Top 5 tại Hoa hậu Hoàn vũ Việt Nam 2015.

### Thay thế
- Bỉ – Liesbeth Claus được chỉ định làm "Hoa hậu Hoàn vũ Bỉ 2017" bởi Darline Devos, giám đốc quốc gia của cuộc thi Hoa hậu Bỉ để thay thế cho Romanie Schotte, Hoa hậu Bỉ 2017 sau khi Schotte chọn thi đấu tại Hoa hậu Thế giới 2017 do lịch trình tham gia trùng nhau của hai cuộc thi. Claus là Á hậu 3 cuộc thi Hoa hậu Bỉ 2017. Thông thường, người chiến thắng cuộc thi Hoa hậu Bỉ sẽ tham dự cả hai cuộc thi Hoa hậu Hoàn vũ và Hoa hậu Thế giới.
- Bulgaria – Nikoleta Todorova đã được thay thế người chiến thắng ban đầu của Hoa hậu Hoàn vũ Bulgaria 2017 là Mira Simeonova bởi Veneta Krasteva, giám đốc quốc gia của cuộc thi Hoa hậu Hoàn vũ Bulgaria do Mira không đạt yêu cầu tuổi tối thiểu. Nikoleta là một thí sinh trong vòng chung kết của cuộc thi Hoa hậu Hoàn vũ Bulgaria 2017.
- Iraq – Sarah Idan được chỉ định làm "Hoa hậu Hoàn vũ Iraq 2017" sau một vòng tuyển chọn trực tuyến đã được tổ chức bởi Ahmed Laith Salman, giám đốc quốc gia của cuộc thi Hoa hậu Iraq sau khi phát hiện người chiến thắng Hoa hậu Iraq ban đầu là Vian Sulaimani đã kết hôn. Idan trước đây đã được trao vương miện Hoa hậu Iraq Hoa Kỳ năm 2016 (Cuộc thi Hoa hậu dành cho cộng đồng người Iraq sống ở Hoa Kỳ)[114].
- Nga – Ksenia Alexandrova được chỉ định làm "Hoa hậu Hoàn vũ Nga 2017" để thay thế cho Polina Popova, người chiến thắng trong cuộc thi Hoa hậu Nga 2017. Polina Popova sẽ chỉ tham gia Hoa hậu Thế giới 2017 do lịch trình tham gia trùng nhau của cuộc thi Hoa hậu Hoàn vũ và cả Hoa hậu Thế giới. Thông thường, người chiến thắng cuộc thi Hoa hậu Nga sẽ tham dự cả hai cuộc thi Hoa hậu Hoàn vũ và Hoa hậu Thế giới. Alexandrova đã đại diện cho Moscow tại Hoa hậu Nga 2017 và là Á hậu 1 tại cuộc thi này.[115]
- Thổ Nhĩ Kỳ – Asli Sümen, Hoa hậu Hoàn vũ Thổ Nhĩ Kỳ 2017, được thay thế bởi Pinar Tartan, Hoa hậu Siêu Quốc gia Thổ Nhĩ Kỳ 2017 bởi Can Sandikcioglu, giám đốc quốc gia của cuộc thi Hoa hậu Thổ Nhĩ Kỳ, sau khi Itir Esen, Hoa hậu Thế giới Thổ Nhĩ Kỳ năm 2017, đã bị truất ngôi sau vài giờ sau khi giành được vương miện vì một bài tweet của cô về cuộc đảo chính của Thổ Nhĩ Kỳ năm 2016. Sümen sẽ tham gia cuộc thi Hoa hậu Thế giới 2017, trong khi Tartan tham gia Hoa hậu Hoàn vũ [116].

### Bỏ cuộc
- Belize,  Đan Mạch,  Hungary,  Kenya,  Kosovo và  Thụy Sĩ – Không có cuộc thi nào được tổ chức.
- Sierra Leone – Hoa hậu Hoàn vũ Sierra Leone Adama Kargbo không có được thị thực xuất nhập cảnh đến Hoa Kỳ trong thời gian cho cuộc thi, và do đó cô buộc phải rút lui khỏi cuộc thi[117].